# Hugh Everett
Hugh Everett III (Washington, Estados Unidos, 11 de noviembre de 1930 - McLean, Virginia, Estados Unidos, 19 de julio de 1982) fue un físico estadounidense que propuso por primera vez la Interpretación de los Muchos Mundos (IMM) en la física cuántica. Dejó la física después de acabar su doctorado, desalentado por la falta de respuestas hacia su teoría. Desarrolló el uso generalizado de los multiplicadores de Lagrange en investigación operativa y los aplicó comercialmente como consultor y analista. 
Hugh Everett también es conocido por ser el padre de Mark Oliver Everett, un cantante y compositor estadounidense mejor conocido como Mr. E o simplemente E, que lidera la banda Eels. Mr. E ha dirigido un documental sobre su padre, Parallel Worlds, Parallel Lives, en el que entrevista a otros físicos sobre la obra de su padre.

## Biografía
Everett nació en Maryland y creció en Washington D. C. Después de la Segunda Guerra Mundial, el padre de Everett se estableció en la Alemania Occidental. Hugh visitó Leipzig en la Alemania Oriental en 1949. Se graduó en la Universidad Católica de América en 1953, en ingeniería química, y recibió una beca de investigación en la National Science Foundation que le permitió acudir a la Universidad de Princeton. Allí empezó sus estudios, en el departamento de matemáticas, trabajando en el nuevo campo de teoría de juegos, pero derivando lentamente hacia la física. En 1953 comenzó a tomar sus primeras clases de física entre las que destaca la introducción a la física cuántica con Robert Dicke.
Durante su segundo periodo en la Universidad de Princeton, que comenzó en 1954, cursó la carrera de física. Asistió a Métodos de Física Matemática con Eugene Wigner, a pesar de que permaneció activo en las matemáticas y presentó un artículo sobre la teoría militar en diciembre. Pasó los exámenes generales en la primavera de 1955, consiguiendo su Máster, y comenzó a trabajar en su tesis, la cual más tarde lo hizo famoso.
Cambió a su tutor de tesis por John Wheeler durante 1955, escribió un par de artículos sobre la Mecánica Cuántica y completó su trabajo titulado Ondas mecánicas sin probabilidad en Abril de 1956. Su tesis fue renombrada más tarde como Teoría de función de ondas universal. La versión final fue publicada en Reviews of Modern Physics en 1957, acompañada de una crítica positiva escrita por Wheeler. Everett no quedó conforme con el artículo final.